# ماري إليس دونينغ
ماري إليس دونينغ (بالإنجليزية: Mari Ellis Dunning)‏ هي كاتِبة بريطانية، ولدت في 15 يوليو 1993.